# 瑞雲
瑞雲（5月21日生日），女性，是由COMIC FANS的編輯人員發掘的香港漫畫家。她於香港少女漫畫雜誌COMIC FANS的代表作是我的王子殿下及蘑菇學園。

## 作品列表
- 《我的王子殿下》2003年12月起連載。於2006年6月連載完。（故事：狄芬妮琳)
- 《蘑菇學園》2006年7月連載序章，2006年8月正式連載第一回。（故事：狄芬妮琳)
- 《阿鱔週記》2006年9月起連載。（故事：狄芬妮琳)
- 《原味初戀》收錄於《我的王子殿下》第三冊的短篇作品。（故事：狄芬妮琳)
- 《天島度假村》2006年8月別冊的短篇作品。（故事：狄芬妮琳)
- 《Mysteries～華麗偵探團～》2010年4月號連載第一話，預計6月號正式連載。（故事：狄芬妮琳)
- 《Secret Prince Ken～王子的秘密～》2011年5號連載第一話(故事：天下編劇組)

## 外部連結
- Shiu-Wan Studio （页面存档备份，存于）- 瑞雲的官方網頁
- ★:☆ 熊貓瑞雲的生態網誌 ☆:★ （页面存档备份，存于）- 瑞雲的網誌